# Clube de Xadrez Epistolar Brasileiro
O Clube de Xadrez Epistolar Brasileiro (CXEB) é um clube brasileiro de xadrez epistolar, sediado na cidade do Rio de Janeiro, tendo sido fundado em 1969. O lema do CXEB é leva o xadrez, traz o amigo.  

## História
O xadrez epistolar é tão antigo quanto o próprio jogo e os meios de comunicação à distância. Há relatos confiáveis e documentados de diversas partidas entre indivíduos, clubes e cidades desde meados do século XVI. Vários conhecidos enxadristas já utilizaram o xadrez epistolar como grande meio de fortalecerem e aprimorarem seu jogo, entre eles Alexander Alekhine e Paul Keres.
Em 1932, Ruy de Souza, Guilherme de Oliveira, Carlos Theinert, Arthur Costa Jr., Múcio de Castro Serra y Alceu Maciel fundaram a primeira instituição no Brasil dedicada a atividade epistolar: o Club de Xadrez por Correspondência
(CXC) , organizando diversos torneios.
Em junho de 1934, a revista "Xadrez Brasileiro" editada por Francisco Vieira Agarez  convoca al 1° Campeonato Brasileiro de Xadrez por Correspondência no qual estão inscritos 235 jogadores e que dura 8 anos, consagrando campeão ao jogador paulista Arnaldo Dalmiglio .  O a atenção dedicada a este torneio causou un desinteresse pelas atividades do CXC, que desapareceu no final de 1934. 
Ao mesmo tempo em que foi fundado a ICCA (International Correspondence Chess Association), nasceu no Rio de Janeiro o Círculo Enxadristico da Amizade (CEA) . em 1° de janeiro de 1946, por iniciativa de Edmundo Moreira Mattos, Togo de Castro, Lucio Villafañe Gomes, Jacyr Maia, Sylvio de Souza Borges, Maximiliano Fonseca, José Ranulpho de Oliveira, Gabriel Machado y Olivio Tasso Quintana. Ingressou imediatamente no ICCA, nomeando representantes para o I° y II°. Olimpíada e o primeiro Campeonato Mundial. Apesar do aumento constante de associados, não conseguiu incorporar novos colaboradores voluntários para substituir os fundadores que estavam saindo, acabando por se dissolver em 1949.
Em outubro de 1964, Geraldo Brandão fundou a Liga Brasileira de Xadrez Epistolar (LIBAXE).  Até então Brandao havia organizado quatro campeonatos nacionais (1959, 1961, 1963 y 1964) e dado o crescente interesse, decidiu dar-lhe apoio institucional através da LIBAXE.  Anuncia que em 1965 comerçarão -entre outros eventos- o V Campeonato Brasileiro e o I por equipes.  No ano seguinte, motivos de trabalho o levaram a negligenciar os torneios por mais de 8 meses, todos sob sua direção.  Diante dessa situação, os coordenadores assumiram a responsabilidade de controlá-los, sem evitar o abandono em masa daqueles que optaram por ingressar no Clube de Xadrez Guanabara, onde Carlos José Gross começou em 1967 a organizar torneios postais.  LIBAXE deixaria de funcionar em 1968.
Em 14 de fevereiro de 1969, Carlos Gross, Ubirajara de Oliveira Barroso, José Rondon Costa Vandrí e uma dúzia de outros idealistas constituíram o Clube de Xadrez Epistolar Brasileiro (CXEB) elegendo a Gratuliano Jaime Nunes Bibas como seu primeiro Presidente. 
Os principais marcos dos parceiros da entidade serão: 

1971 - A reunião do Congresso do ICCF em Lugano (Suíça) admite a CXEB como a 43° liga miembro.  

1972 - Felipe Pullen Parente, Lincoln Lucena, José Burgos, Luiz Milton Melo Santos y Marcos Moennich representando a Brasil vence a primeira Olimpíada Americana.   

1973 - Henrique Pereira Maia Vinagre se torna o primeiro Campeão brasileiro por correspondência.  

1976 - Gratuliano Jaime Nunes Bibas é eleito Presidente da Confederação Americana de Xadrez Postal (CADAP)  

1978 - Alberto Mascarenhas vence o 2° Campeonato Juvenil Latino-americano   

1979 - O Congresso da ICCF (Jarvenpaa, Finlândia) concede o titulo de Arbitro Internacional a Gratuliano Jaime Nunes Bibas e Elios Veloso.   

1980 - A reunião do Presidium ICCF en Linz (Áustria) concede o diploma de Mestre Internacional a Adaucto Wanderley da Nobrega, o primeiro brasileiro a alcançá-lo.   

1984 - Ubirajara de Oliveira Barroso recebe Medalha de Prata do ICCF por cooperação meritória , em Pula (Iugoslavia).  

1985 - Mario Silas Biava é o vencedor de II° Torneio das Américas.   

1988 - Orlando Alcantara Soares prevalece na VI° Zonal da América Latina.  

1990 - Ubirajara de Oliveira Barroso e eleito Presidente de CADAP.  

1992 - Illuska Pereira da Cunha Simonsen recebe simultaneamente os títulos de Grâo Mestre Femenino e Mestre Internacional da ICCF.   

1998 - Gilberto Fraga Portilho, Salvador Homce de Cresce, Clairton Felicio, reynaldo Ferraz de Alvarenga, Gladstone Amorim, Hemar Galvao Barata compõem a equipe que se classifica pela primeira vez em uma Final Olimpica.   

1999 - O primeiro em receber diploma do SIM (ICCF) e Salvador Homce de Cresce.  

2000 - O site web do CXEB é reconhecido como "Friend of ICCF" (amigo do ICCF) no Congreso de Daytona (USA)  

2002 - Carlos Evanir Costa é o primeiro brasileiro a receber o título de Grão-Mestre Internacional.  

2007 - Carlos Evanir Costa é o primeiro miembro do Clube a disputar a final de un Campeonato do Mundo (XIX)  

2010 - Luis Almiron prevalece no 19.Zonal Latinoamericano   e Névio Joao no seguinte  

2015 - Rafael Leitao termina em 3° no XXVI.Campeonato Mundial 
2016 - Paulo Torres Chacon, Salvador Homce de Cresce, Marcio Barbosa de Oliveira y Bolívar Ribeiro Gonzales compõem o elenco que terminou em 5° na Final da XVI.Olimpiada, a mais marcante de su história. 

## Torneios do CXEB
Os torneios nacionais ficam sob os cuidados das federações nacionais, com âmbito exclusivo em cada país. O CXEB é o clube que é filiado junto à ICCF e regular a modalidade no país. Também é o CXEB que organiza os torneios internos, torneios temáticos e os Campeonatos Nacionais Postais (individual e por equipes) e a Taça Brasil, maior evento postal do país, com participação de sócios e não-sócios.
- Torneios de Classificação (TC)

Onde o associado define a sua categoria dentro do clube: Aberta, Especial ou Superior. A categoria Aberta são torneios com grupos de sete participantes, enquanto que as categorias Especial e Superior, com grupos de onze jogadores. Os dois primeiros colocados de cada grupo são promovidos para a categoria seguinte, e os que não obtiverem 1/3 dos pontos possíveis voltam à categoria anterior. Ao se inscrever num TC pela primeira vez, o associado jogará na categoria Aberta. É permitido jogar, simultaneamente, até três grupos da mesma categoria.
- Torneios Temáticos (TT)

Com sete participantes, estes torneios têm início sempre que se completa um grupo de uma determinada abertura. Temos vários temas disponíveis, sendo renovados periodicamente.
- Campeonato Brasileiro (CB)

Somente para jogadores da Primeira categoria, categoria Especial e categoria Superior, devidamente classificados através das competições do CXEB ou da ICCF.
- Taça Brasil (TB)

Torneio aberto a sócios e não sócios, sem restrição de categoria, realizado a cada dois anos, sendo considerado como uma das maiores competições do xadrez postal mundial.
- Xadrez Epistolar Rápido

Torneios de 10 meses de duração, com regras próprias, sendo uma novidade mundial no enxadrismo epistolar, criada pelo CXEB.
- Torneios Eletrônicos

Há ainda a possibilidade de jogar xadrez por e-mail, nova possibilidade oferecida a partir de 1997, e por meio de servidor.
- Outros Torneios

Há ainda os torneios por equipes, veteranos, feminino e jovens, campeonatos estaduais e competições internacionais da ICCF.

## Filiação
Para se filiar ao CXEB, é necessário entrar na página oficial do clube e solicitar sua inscrição. Há necessidade de pagar uma anuidade, que varia de acordo com a idade do postalista.

## Campeões Brasileiros
Masculino
| #      | Anos      | Campeao                       | Vice-campeao                 | Ref    |
| ------ | --------- | ----------------------------- | ---------------------------- | ------ |
| I      | 1971-73   | Henrique Pereira Maia Vinagre | Horst Schadeck               |        |
| II     | 1974-76   | Adaucto Wanderley da Nöbrega  | Horst Schadeck               | ;      |
| III    | 1977-1980 | António Pacini                | Alberto C. Matos Pinto       | ;      |
| IV     | 1981-84   | Gilberto Fraga Portilho       | Alberto C. Matos Pinto       | ;      |
| V      | 1985-89   | Orlando de Alcántara Soares   | Gladstone Saboia Amorim      | ;      |
| VI     | 1988-1991 | Marco António Hazin Asfora    | Neville Correa A. Leone      | ;      |
| VII    | 1990-93   | Hemar António Galvão Barata   | Gladstone Saboia Amorim      |        |
| VIII   | 1991-94   | António Domingues Tavares     | Luiz Carlos Santos Galvao    | ;      |
| IX     | 1993-96   | Gilson Luis Chrestani         | Reynaldo A. F. Alvarenga     | ;      |
| X      | 1996-98   | Zélio Bernardino              | Ubirajara Martins Mesquita   | ;      |
| XI     | 1998-00   | Carlos Evanir Costa           | Cleber Moreira de Holanda    | ;      |
| XII    | 2000-02   | Zélio Bernardino              | Luiz Fernando Nicolau        | ;      |
| XIII   | 2002-03   | João Carlos de Oliveira       | Airton ferreira de Souza     | ;      |
| XIV    | 2004-05   | Airton Ferreira de Souza      | Paulo Edison Terres Chacon   | ;      |
| XV     | 2005-06   | Ercio Perocco Junior          | Ricardo Ernesto Rain         | ;      |
| XVI    | 2006-08   | Marcio Barbosa de Oliveira    | Jorge de Sá Cavalcanti       | ;      |
| XVII   | 2006-08   | Rodrigo Veloso Fargnoli       | Paulo Edison Terres Chacon   | ;      |
| XVIII  | 2008-11   | Natalino Constãncio Ferreira  | Milton Goncalves Sánchez     | ;      |
| XIX(A) | 2006-07   | José Arnaldo de Bello Vieira  | Ubirajara Martins Mesquita   | ;      |
| XIX(B) | 2006-07   | Milton Goncalves Sánchez      | Marcos Antonio dos Santos    | ;      |
| XX     | 2009-12   | Fábio Bidart Piccoli          | Denis Moreira Leite          | ;      |
| XXI    | 2008-10   | Marcos Antonio dos Santos     | Marcus Antonio Rolim Silva   | ;      |
| XXII   | 2012-13   | Marcos Antonio dos Santos     | Leonardo Guedes de Magalhaes | ;      |
| XXIII  | 2012-13   | Marcos Antonio dos Santos     | Alfredo Dutra                | ;      |
| XXIV   | 2013-2014 | Alfredo Dutra                 | Bolivar Ribeiro Gonzalez     | ;      |
| XXV    | 2015-16   | Denis Moreira Leite           | Leonardo Simal Moreira       | ;      |
| XXVI   | 2017-19   | Richard Mitsuo Fuzishawa      | Leonardo Simal Moreira       | ;      |
| XXVII  | 2019-20   | Milton Goncalves Sanchez      | Edson Tafner                 | .      |
| XXVIII | 2022-23   | Leonardo Simal Moreira        | Sergio Valladares Caron      | [ 55 ] |

Feminino
I.Heloísa Stange Amorim ; II.Maria Amelia Matos ;  III.Heloisa Stange Amorim ;  IV.Heloisa Stange Amorim ;  V.Jadilva Macario ;  VI.Marilia Raeder Auar Oliveira; VII.Marilia Auar Oliveira .
Jovens
I.Wagner Madeira ;  II.Eduardo Coutinho;  III.Antonio Alvim;  IV.Franca Teixeira;  V.José Eduardo Maia ;  VI.Denis Moreira Leite;  VII.Dayan Kuhn Deste;  VIII.Daniel Souza Lima ;  IX.Leonardo Cipriano da Silva ;  X.Jadinho Macário e Jadilva Macário 
Veteranos
I.Carlos Ramos Villares;  II. Ruy Castro Monteiro da Silva;  III. Luis Almiron;  IV. Luis Almiron;  V. Luis Almiron;  VI. Zelio Bernardino;  VII.Cesar Roberto Silva Reis;  VIII. Paulo Alberto Buchele Lino;  IX, Luis Almiron;  X. Cesar Roberto Silva Reis;  XI. Abdías Neves Melo Filho;  XII. Romeu Edgar Mundstock;   XIII. Dorgival Olavo Guedes Junior;  XIV. Eduardo Lavieri Martins;  XV. Antoine René Rowies;  XVI.Ruy Castro Monteiro Silva;  XVII. Alfredo Dutra.

## Campeões da Taça Brasil
| #      | Anos    | Campeao                                               | Vice-campeao                    | Ref     |
| ------ | ------- | ----------------------------------------------------- | ------------------------------- | ------- |
| I      | 1974-76 | Adaucto Wanderley da Nóbrega                          | Alberto C. Matos Pinto          |         |
| II     | 1977-79 | Célio Sormani                                         | Roberto Moacyr L.E. Santos      |         |
| III    | 1980-83 | Mário Silas Biava                                     | Alvaro Pereira Batista          |         |
| IV     | 1986-88 | Salvador Homce de Cresce                              | Reynaldo Augusto Alvarenga      |         |
| V      | 1988-90 | Marco Antõnio Hazin Asfora                            | Hemar Antonio Galvao Barata     |         |
| VI     | 1990-92 | Marco Polo Ríos Simões                                | Antonio José C.D. Tavares       |         |
| VII    | 1992-94 | Gilson Luis Chrestani                                 | Jorge Henrique M.Backes         |         |
| VIII   | 1994-96 | Rolf Dieter Bückmann                                  | Antonio José C.D. Tavares       | [ 82 ]  |
| IX     | 1996-98 | João María Machado Filho                              | Jose Joaquim de Amorin Neto     | [ 83 ]  |
| X      | 1996-98 | Ermano Soares de Sá                                   | Gilson Luis Chrestani           | [ 84 ]  |
| XI     | 1998-00 | José Antõnio Gonçalves                                | Paulo Falconi                   | [ 85 ]  |
| XII    | 1998-00 | Carlos Evanir Costa                                   | Paulo Edison Terres Chacon      | [ 86 ]  |
| XIII   | 1999-01 | Edmundo Zuchowski Filho                               | Paulo Edison Terres Chacon      | [ 87 ]  |
| XIV    | 1999-01 | Zelio Bernardino                                      | Luis Almiron                    | [ 88 ]  |
| XV     | 2001-03 | Fábio Bidart Piccoli                                  | Luis Almiton                    | [ 89 ]  |
| XVI    | 2004-06 | Alberto Mourão Bastos                                 | Luiz Claudio Guimaraes          | [ 90 ]  |
| XVII   | 2004-06 | Luiz Claudio Guimarães                                | Ovidio Blanco Lizarzaburu       | [ 91 ]  |
| XVIII  | 2004-05 | Alfredo Dutra                                         | James Jansen                    |         |
| XIX    | 2005-07 | José Arnaldo Bello Vieira                             | Dorgival Olavo Guedes Junior    | [ 92 ]  |
| XX     | 2006-08 | Bolivar Ribeiro Gonzalez                              | Sergio Luiz de Souza            | [ 93 ]  |
| XXI    | 2007-09 | Romeu Edgar Mundstock                                 | Fausto Monteiro Mesquita Junior | [ 94 ]  |
| XXII   | 2010-11 | Denis Moreira Leite                                   | Milton Goncalves Sanchez        | [ 95 ]  |
| XXIII  | 2009-11 | Leonardo Guedes Magalhães                             | Bolivar Ribeiro Gonzalez        | [ 96 ]  |
| XXIV   | 2011-12 | Odilo Blanco Lizarzaburo                              | Marcos Antonio dos Santos       | [ 97 ]  |
| XXV    | 2012-13 | Leonardo Guedes Magalhães                             | Marcos Antonio dos Santos       | [ 98 ]  |
| XXVI   | 2014-15 | Cesar Roberto da Silva Reis, Milton Gonçalves Sanchez | Flavio Arnaldo Braga Silva      | [ 99 ]  |
| XXVII  | 2016-17 | Richard Mitsuo Fuzishawa                              | Leonardo Simal Moreira          | [ 100 ] |
| XXVIII | 2019-21 | Vicente Majó da Maia                                  | Leonardo Simal Moreira          | [ 101 ] |
| XXIX   | 2020-22 | José António Nery Junior                              | Leonardo Simal Moreira          | [ 102 ] |

## Campeonatos Mundiales da ICCF
Masculino
| N° | Anos      | Campeões                                      | Pais                                | Brasil                                   |         |
| -- | --------- | --------------------------------------------- | ----------------------------------- | ---------------------------------------- | ------- |
| 1  | 1950-1953 | Cecil Purdy                                   | Austrália                           |                                          | [ 103 ] |
| 2  | 1956-1959 | Viacheslav Ragozin                            | União Soviética                     |                                          | [ 104 ] |
| 3  | 1959-1962 | Alberic O' Kelly                              | Austrália                           |                                          | [ 105 ] |
| 4  | 1962-1965 | Vladimir Zagorovsky                           | União Soviética                     |                                          | [ 106 ] |
| 5  | 1965-1968 | Hans Berliner                                 | Estados Unidos                      |                                          | [ 107 ] |
| 6  | 1968-1971 | Horst Rittner                                 | Alemanha Oriental                   |                                          | [ 108 ] |
| 7  | 1972-1976 | Yakov Estrin                                  | União Soviética                     |                                          | [ 109 ] |
| 8  | 1975-1980 | Jørn Sloth                                    | Dinamarca                           |                                          | [ 110 ] |
| 9  | 1977-1983 | Tõnu Õim                                      | União Soviética                     |                                          | [ 111 ] |
| 10 | 1978-1984 | Vytas Palciauskas                             | Estados Unidos                      |                                          | [ 112 ] |
| 11 | 1983-1989 | Fritz Baumbach                                | Alemanha Oriental                   |                                          | [ 113 ] |
| 12 | 1984-1991 | Grigory Sanakoev                              | União Soviética                     |                                          | [ 114 ] |
| 13 | 1989-1998 | Mikhail Umansky                               | União Soviética                     |                                          | [ 115 ] |
| 14 | 1994-2000 | Tõnu Õim                                      | Estónia                             |                                          | [ 116 ] |
| 15 | 1996-2002 | Gert Timmerman                                | Países Baixos                       |                                          | [ 117 ] |
| 16 | 1999-2004 | Tunç Hamarat                                  | Turquia                             |                                          | [ 118 ] |
| 17 | 2002-2007 | Ivar Bern                                     | Noruega                             |                                          | [ 119 ] |
| 18 | 2003-2005 | Joop van Oosterom                             | Países Baixos                       |                                          | [ 120 ] |
| 19 | 2004-2007 | Christophe Léotard                            | França                              | Carlos Evanir Costa (8°)                 |         |
| 20 | 2004-2011 | Pertti Lehikoinen                             | Finlândia                           |                                          | [ 122 ] |
| 21 | 2005-2008 | Joop van Oosterom                             | Países Baixos                       | Névio João (12°)                         |         |
| 22 | 2007-2010 | Aleksandr Dronov                              | Rússia                              | Márcio Barbosa de Oliveira (9°)          |         |
| 23 | 2007-2010 | Ulrich Stephan                                | Alemanha                            | Luis Almiron (11°)                       |         |
| 24 | 2009-2011 | Marjan Šemri                                  | Eslovênia                           | Névio João (7°)                          |         |
| 25 | 2009-2013 | Fabio Finocchiaro                             | Itália                              |                                          | [ 127 ] |
| 26 | 2010-2014 | Ron Langeveld                                 | Países Baixos                       | Rafael Leitão(3°) y Luis Almiron(13°)    |         |
| 27 | 2011-2014 | Aleksandr Dronov                              | Rússia                              | Sergio Badolati (13°) y Névio João (15°) |         |
| 28 | 2013-2016 | Leonardo Ljubičič                             | Croácia                             |                                          | [ 130 ] |
| 29 | 2015-2018 | Aleksandr Dronov                              | Rússia                              |                                          | [ 131 ] |
| 30 | 2017-2019 | Andrey Kochemasov                             | Rússia                              |                                          | [ 132 ] |
| 31 | 2019-2022 | Fabian Stanach, Christian Muck, Ron Langeveld | Polónia, · Áustria, · Países Baixos |                                          | [ 133 ] |
| 32 | 2020-2022 | Jon Edwards                                   | Estados Unidos                      |                                          | [ 134 ] |

Feminino
| N° | Anos      | Campeões            | Pais            | Brasil                        |
| -- | --------- | ------------------- | --------------- | ----------------------------- |
| 1  | 1968-1972 | Olga Rubtsova       | União Soviética |                               |
| 2  | 1972-1977 | Lora Jakovleva      | União Soviética |                               |
| 3  | 1978-1984 | Luba Kristol        | Israel          |                               |
| 4  | 1984-1992 | Ljudmila Belavenets | Rússia          |                               |
| 5  | 1993-1998 | Luba Kristol        | Israel          | Iluska da Cunha Simonsen (5°) |
| 6  | 2000-2005 | Alessandra Riegler  | Itália          |                               |
| 7  | 2002-2006 | Olga Sukhareva      | Rússia          |                               |
| 8  | 2007-2010 | Olga Sukhareva      | Rússia          |                               |
| 9  | 2011-2014 | Irina Perevertkina  | Rússia          | Marilia Auar Oliveira (10°)   |
| 10 | 2014-2017 | Irina Perevertkina  | Rússia          |                               |
| 11 | 2017-2020 | Irina Perevertkina  | Rússia          |                               |
| 12 | 2020-2023 | Irina Perevertkina  | Rússia          |                               |